# Orden von Tusin

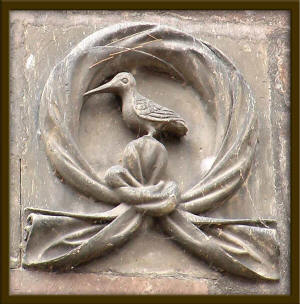
Das Symbol des Ordens von Tusin

Der Orden von Tusin soll ein Ritterorden in Österreich und Böhmen gewesen sein. Stiftungszeit, Stifter und Stiftungsgrund sind nicht sicher bekannt. Als Stiftungsjahr wird 1562 angenommen. Der Versuch, die Bedeutung des Wortes Tusin zu klären, führte bisher zu keinem sicheren Ergebnis. In den Kriegen gegen die Türken sollen Ritter mit diesem Orden ausgezeichnet worden sein.

## Ordenszeichen
Das Ordenszeichen soll aus einem grünen Kreuz auf einem roten Mantel bestanden haben. Andere Quellen berichten von einem mit dem Kreuz geschmückten weißen Mantel.